# Диденко, Николай Матвеевич
Николай Матвеевич Диденко (5 декабря 1921 — 2 февраля 1975) — советский лётчик-ас военно-морской истребительной авиации во время Великой Отечественной войны. Герой Советского Союза (5.11.1944). Генерал-майор авиации (22.02.1963).

## Краткая биография
Родился 5 декабря 1921 года в станице Прохладной (ныне город Прохладный в Кабардино-Балкарии), в семье казака. Русский. Образование незаконченное среднее, окончил аэроклуб в Нальчике. С 1935 года работал в Нальчике телеграфистом. Член ВКП(б)/КПСС с 1943 года.
В ВМФ СССР с октября 1939 года. Окончил Ейское военно-морское авиационное училище в июне 1941 года. Служил пилотом в 2-м учебном резервном авиационном полку Балтийского флота и в 1-м запасном авиационном полку ВВС ВМФ. 
.

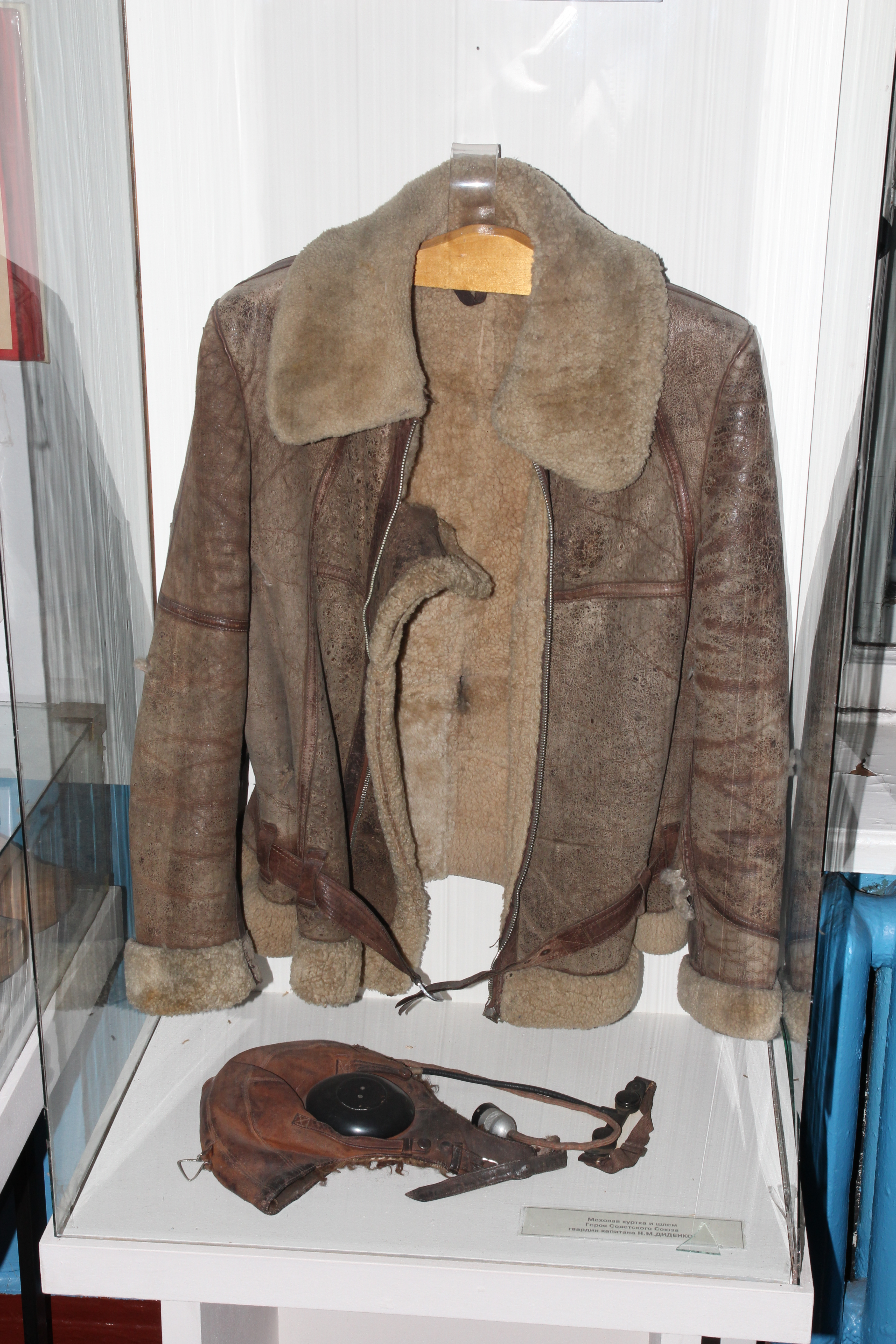
Меховая куртка и шлем Н. М. Диденко в музее Северного флота

Сержант Н. М. Диденко в действующей армии с октября 1941 года, когда он прибыл в Заполярье и назначен пилотом 72-го смешанного авиационного полка ВВС Северного флота. В январе 1942 года полк получил гвардейское звание и был переименован в 2-й гвардейский истребительный авиационный полк ВВС флота. С марта 1942 года воевал пилотом 78-го истребительного авиационного полка ВВС флота, с июня 1942 года — командиром звена в 27-м истребительном авиационном полку ВВС Северного флота. В его рядах одержал свою первую воздушную победу, сбив 1 июля 1942 года на истребителе И-16 немецкий истребитель Ме-109. Участник обороны Заполярья. Освоил истребитель «Харрикейн».
В апреле 1943 года вернулся в свой «родной» 2-й гвардейский истребительный авиационный полк на должность командира звена. Там его боевой счет стал быстро расти — уже 13 мая он сбивает ФВ-190, а затем следуют и другие победы. С сентября 1943 года стал заместителем командира эскадрильи. В этом полку воевал на истребителе «Аэрокобра».
К 10 июля 1944 года заместитель командира эскадрильи 2-го гвардейского истребительного авиационного полка (6-я истребительная авиационная дивизия ВВС ВМФ, ВВС Северного флота) гвардии старший лейтенант Н. М. Диденко совершил 283 боевых вылета, провёл 34 воздушных боя, сбил лично 10 самолётов противника (ещё 3 личные победы одержал предположительно).
За образцовое выполнение боевых заданий командования на фронте борьбы с немецкими захватчиками и проявленные при этом отвагу и геройство, Указом Президиума Верховного Совета СССР от 5 ноября 1944 года гвардии старший лейтенант Николай Матвеевич Диденко был удостоен звания Героя Советского Союза с вручением ордена Ленина и медали «Золотая Звезда» (№ 4525).
Продолжал активно участвовать в боях, рос и боевой счет аса. Последние три победы одержал в ходе Петсамо-Киркенесской наступательной операции в октябре 1944 года (после её завершения активные боевые действия в Заполярье практически прекратились). К маю 1945 года гвардии капитан Н. М. Диденко совершил 378 боевых вылетов, провёл 40 воздушных боёв, сбил лично 15 самолётов врага (с учётом трех неподтверждённых побед — 18). Также лично потопил 2 немецких шхуны.
После войны Николай Матвеевич служил в том же полку, где ещё в марте 1945 года стал командиром эскадрильи. В феврале 1946 года его направили учиться на Высшие офицерские курсы Авиации ВМС, после их окончания (1947) был направлен в 223-й гвардейский истребительный авиационный полк ВВС Балтийского флота. Служил там командиром эскадрильи и заместителем командира полка до сентября 1951 года, когда убыл в академию.
В 1955 году окончил Военно-воздушную академию. С ноября 1958 года на Северном флоте: командовал 516-м истребительным авиационным полком ВВС флота, с апреля 1957 года был заместителем командира 107-й истребительной авиационной дивизии, с сентября 1958 года — командир 122-й истребительной авиационной дивизии. В июле 1960 года был переведён в Войска ПВО страны, где был назначен сначала заместителем командира, а в сентябре 1963 года — командиром 20-го корпуса ПВО (Пермь). С июля 1965 года служил в Военной командной академии ПВО: начальник кафедры тактики и техники авиации, начальник факультета заочного обучения. С октября 1970 года состоял в распоряжении главкома Войск ПВО страны. С февраля 1971 года генерал-майор авиации Н. М. Диденко — в запасе.
Жил в Нальчике, работал в Кабардино-Балкарском областном совете по туризму и экскурсиям. Погиб в автомобильной катастрофе. Похоронен в Нальчике.

## Награды
- Медаль «Золотая Звезда» Героя Советского Союза (5 ноября 1944).[4]
- Орден Ленина (5 ноября 1944).
- Три ордена Красного Знамени (30 апреля 1944, 6 июля 1944, 30 октября 1944).
- Орден Отечественной войны I степени (18 августа 1945).
- Три ордена Красной Звезды (23.05.1943, 5.11.1954[5], 22.02.1968).
- Медаль «За боевые заслуги» (15.11.1950).
- Медаль «За оборону Советского Заполярья» (1944).
- Ряд других медалей СССР.

## Память
- Бюст Н. М. Диденко, в числе 53-х лётчиков-североморцев, удостоенных звания Героя Советского Союза, установлен в пос. Сафоново на Аллее Героев около музея ВВС СФ.
- В Прохладном ежегодно проходит Всероссийский турнир памяти Н. М. Диденко по лёгкой атлетике, который проводит СДЮШОР Прохладного.
- В городе Прохладный улица названа имени Николая Диденко.
- На доме в Прохладном, где жил Герой, установлена мемориальная доска.[6]
- Его имя присвоено истребителю-перехватчику МиГ-31 174-го гвардейского истребительного авиационного полка ВВС Северного флота.